# Tazza Maltija 2019-2020
La Tazza Maltija 2019-2020 è stata l'82ª edizione della coppa nazionale maltese di calcio. Il torneo, iniziato il 6 settembre 2019, e che inizialmente prevedeva la disputa della finale allo stadio Ta' Qali, è stato concluso anticipatamente il 18 maggio 2020 a causa dell'emergenza dovuta alla pandemia di COVID-19 a Malta.

## Turno preliminare
| Squadra 1               | Risultato   | Squadra 2      |
| ----------------------- | ----------- | -------------- |
| 6 settembre 2019        |             |                |
| Xagħra Utd              | 2 - 0       | Santa Venera   |
| Victoria Hotspurs       | 7 - 0       | Mdina Knights  |
| 7 settembre 2019        |             |                |
| Ghaxaq                  | 4 - 1       | Żebbuġ Rovers  |
| Ta' Xbiex               | 1 - 2       | Munxar Falcons |
| Kirkop United           | 2 - 3       | Kerċem Ajax    |
| Siggiewi                | 1 - 0       | Marsaskala     |
| 9 settembre 2019        |             |                |
| S.K. Victoria Wanderers | 2 - 3 (dts) | Għajnsielem    |
| St. Lawrence Spurs      | 0 - 5       | Xewkija Tigers |

## Primo turno
| Squadra 1          | Risultato | Squadra 2         |
| ------------------ | --------- | ----------------- |
| 13 settembre 2019  |           |                   |
| Kerċem Ajax        | 5 - 0     | Munxar Falcons    |
| Nadur Youngsters   | 4 - 0     | Oratory Youths    |
| 14 settembre 2019  |           |                   |
| Sannat Lions       | 0 - 1     | Għargħur          |
| Siggiewi           | 0 - 4     | Victoria Hotspurs |
| Mtarfa             | 0 - 2     | Ghaxaq            |
| Qala St. Joseph    | 2 - 3     | Dingli Swallows   |
| 15 settembre 2019  |           |                   |
| Għarb Rangers      | 0 - 2     | Xewkija Tigers    |
| Msida Saint-Joseph | 1 - 2     | Attard            |
| Xagħra Utd         | 3 - 1     | Għajnsielem       |

## Secondo turno
| Squadra 1             | Risultato | Squadra 2          |
| --------------------- | --------- | ------------------ |
| 25 ottobre 2019       |           |                    |
| San Ġwann             | 2 - 0     | Marsa              |
| Qrendi                | 0 - 5     | Lija Athletic      |
| 26 ottobre 2019       |           |                    |
| Marsaxlokk            | 1 - 3     | St. Andrews        |
| Rabat Ajax            | 4 - 1     | Għargħur           |
| Żurrieq               | 0 - 2     | Melita             |
| Mellieħa              | 1 - 4     | Swieqi Utd         |
| Mġarr                 | 5 - 1     | Ghaxaq             |
| Pietà Hotspurs        | 4 - 1     | St. George's       |
| 27 ottobre 2019       |           |                    |
| Kerċem Ajax           | 2 - 1     | Fgura Utd          |
| Attard                | 0 - 1     | Żabbar St. Patrick |
| Birzebbuga St. Peters | 2 - 7     | Xewkija Tigers     |
| Qormi                 | 1 - 0     | Luqa               |
| Xagħra Utd            | 0 - 3     | Victoria Hotspurs  |
| Vittoriosa Stars      | 0 - 3     | Nadur Youngsters   |
| Żebbuġ Rangers        | 3 - 1     | Kalkara            |
| Żejtun Corinthians    | 2 - 1     | Naxxar Lions       |
| 28 ottobre 2019       |           |                    |
| Dingli Swallows       | 1 - 3     | Mqabba             |
| Pembroke Athleta      | 3 - 0     | Xghajra Tornadoes  |

## Terzo turno
| Squadra 1          | Risultato       | Squadra 2          |
| ------------------ | --------------- | ------------------ |
| 29 novembre 2019   |                 |                    |
| Pembroke Athleta   | 6 - 0           | Żabbar St. Patrick |
| Qormi              | 2 - 2 (4-5 dtr) | Swieqi Utd         |
| 30 novembre 2019   |                 |                    |
| Balzan             | 3 - 0           | San Ġwann          |
| Mqabba             | 0 - 3           | Pietà Hotspurs     |
| Tarxien Rainbows   | 1 - 2           | Ħamrun Spartans    |
| Gżira Utd          | 1 - 2           | Senglea Athletic   |
| Gudja Utd          | 3 - 0           | Lija Athletic      |
| St. Andrews        | 0 - 4           | Valletta           |
| 1º dicembre 2019   |                 |                    |
| Kerċem Ajax        | 1 - 4           | Sirens             |
| Sliema Wanderers   | 0 - 2           | St. Lucia          |
| Żebbuġ Rangers     | 3 - 5           | Victoria Hotspurs  |
| Żejtun Corinthians | 0 - 3           | Hibernians         |
| Xewkija Tigers     | 5 - 2           | Mġarr              |
| Birkirkara         | 1 - 0           | Nadur Youngsters   |
| Floriana           | 6 - 1           | Melita             |
| Rabat Ajax         | 0 - 7           | Mosta              |

## Quarto turno
| Squadra 1         | Risultato   | Squadra 2        |
| ----------------- | ----------- | ---------------- |
| 24 gennaio 2020   |             |                  |
| Mosta             | 1 - 2       | Birkirkara       |
| 25 gennaio 2020   |             |                  |
| Balzan            | 2 - 0       | St. Lucia        |
| Pietà Hotspurs    | 2 - 1       | Xewkija Tigers   |
| Floriana          | 2 - 0 (dts) | Senglea Athletic |
| Pembroke Athleta  | 0 - 4       | Hibernians       |
| 26 gennaio 2020   |             |                  |
| Swieqi Utd        | 1 - 3       | Ħamrun Spartans  |
| Victoria Hotspurs | 1 - 3       | Gudja Utd        |
| Valletta          | 4 - 1       | Sirens           |

## Quarti di finale
| Squadra 1        | Risultato       | Squadra 2       |
| ---------------- | --------------- | --------------- |
| 29 febbraio 2020 |                 |                 |
| Balzan           | 0 - 1           | Pietà Hotspurs  |
| Valletta         | 2 - 0           | Gudja Utd       |
| 1 marzo 2020     |                 |                 |
| Hibernians       | 2 - 1 (dts)     | Ħamrun Spartans |
| Floriana         | 1 - 1 (4-2 dtr) | Birkirkara      |